# Sundsjön (Färila socken, Hälsingland)
Sundsjön är en sjö i Ljusdals kommun i Hälsingland och ingår i Ljusnans huvudavrinningsområde. Sjön är 4,9 meter djup, har en yta på 0,157 kvadratkilometer och befinner sig 215,3 meter över havet. Sjön avvattnas av vattendraget Stocksboån (Sundsån).

## Delavrinningsområde
Sundsjön ingår i det delavrinningsområde (684492-149969) som SMHI kallar för Utloppet av Sundsjön. Medelhöjden är 221 meter över havet och ytan är 0,86 kvadratkilometer. Räknas de 5 avrinningsområdena uppströms in blir den ackumulerade arean 29,57 kvadratkilometer. Stocksboån (Sundsån) som avvattnar avrinningsområdet har biflödesordning 3, vilket innebär att vattnet flödar genom totalt 3 vattendrag innan det når havet efter 149 kilometer. Avrinningsområdet består mestadels av skog (72 procent). Avrinningsområdet har 0,15 kvadratkilometer vattenytor vilket ger det en sjöprocent på 17,1 procent.